# Дорадито очеретяний
Доради́то очеретяний (Pseudocolopteryx flaviventris) — вид горобцеподібних птахів родини тиранових (Tyrannidae). Мешкає в Південній Америці. Цитриновий дорадито раніше вважався конспецифічним з очеретяним дорадито.

## Поширення і екологія

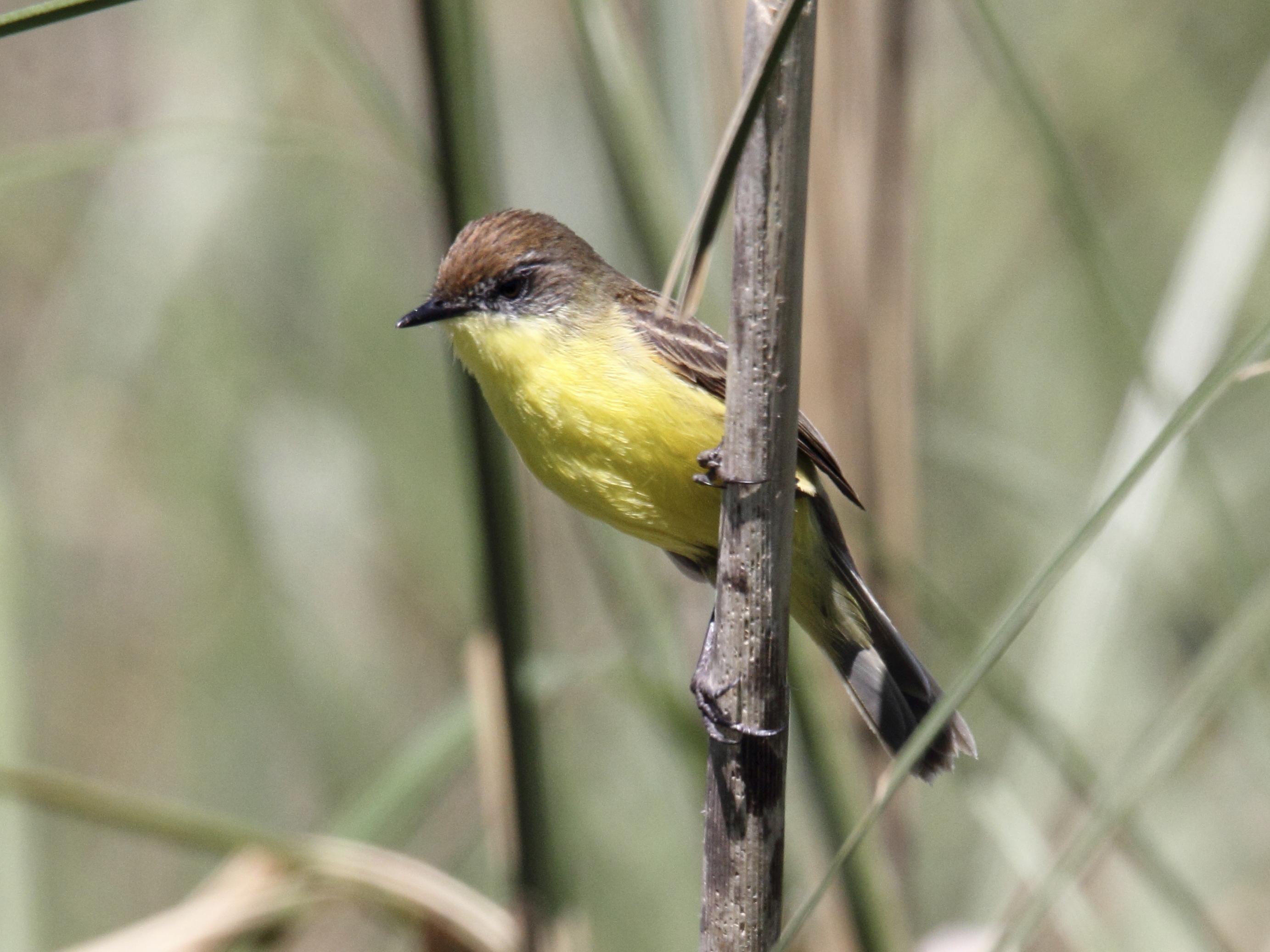
Очеретяний дорадито

Очеретяні дорадито гнізляиться на півночі і в центрі Аргентини, в Уругваї та на південному заході Бразилії. Взимку вони мігрують на північ Аргентини та до Парагваю. Очеретяні дорадито живуть на болотах. Зустрічаються на висоті до 500 м над рівнем моря.